# 히데르 마투스
히데르 마투스 산투스(포르투갈어: Ryder Matos Santos, 1993년 2월 27일, 바이아주 세아브라 ~ )는 페루자에서 뛰는 브라질의 축구 선수이다.

## 프로 경력
마투스는 15살의 나이에 피오렌티나의 판탈레오 코르비노에 의해서 스카우트되었다. 그는 2010년과 2012년 사이에 피오렌티나 유스팀에서 뛰었고 2012년 6월 29일 브라질 클럽 바이아로 임대를 떠났다. 2013년 6월 2일에, 그는 인테르나시오나우를 상대로 성인무대 첫 골을 넣으며, 2-1 승리를 이끌었다.
마투스는 2013년 6월 말에 피오렌티나로 돌아왔다. 2013년 9월 19일에 그는 UEFA 유로파리그 2013-14 파수스 드 페헤이라를 상대로 호아킨 산체스의 교체 선수로서 66분경에 출전하면서 첫 피오렌티나 데뷔전을 치렀다. 그는 볼터치를 한지 26초만에 피오렌티나 이적후 첫 데뷔골을 넣었다.
2013년 12월 4일 기준으로, 히데르 마투스는 유로파리그 경기를 5경기에 출전하여 3골을 넣었다. 그렇지만 그는 여전히 세리에 A에서는 골을 넣지 못하였다. 에스비에리 fB와의 유로파 32강전에서 히데르 마투스는 페널티킥을 얻어내어, 팀동료 알베르토 아퀼라니가 골로 연결시켰다.